# Saturdays = Youth
Saturdays = Youth é o quinto álbum de estúdio da banda francesa de eletrônica e shoegaze M83, lançado em 11 de abril de 2008. O álbum foi produzido por Ken Thomas e coproduzido por Ewan Pearson e Anthony Gonzales. Possuí quatro singles: "Couleurs", lançado em fevereiro de 2008; e "Graveyard Girl",lançado em abril; "Kim & Jessie", lançado em julho; e "We Own the Sky", lançado em dezembro.

## Lista de Músicas
Álbum com músicas compostas por Anthony Gonzales, Yann Gonzales, Nicolas Fromageau e Morgan Kibby
| N.º            | Título                        | Duração |  |
| 1.             | "You, Appearing"              | 3:39    |  |
| 2.             | "Kim & Jessie"                | 5:23    |  |
| 3.             | "Skin of the Night"           | 6:12    |  |
| 4.             | "Graveyard Girl"              | 4:51    |  |
| 5.             | "Couleurs"                    | 8:34    |  |
| 6.             | "Up!"                         | 4:27    |  |
| 7.             | "We Own the Sky"              | 5:02    |  |
| 8.             | "Highway of Endless Dreams"   | 4:35    |  |
| 9.             | "Too Late"                    | 5:00    |  |
| 10.            | "Dark Moves of Love"          | 3:18    |  |
| 11.            | "Midnight Souls Still Remain" | 11:11   |  |
| Duração total: | Duração total:                | 62:12   |  |

| Música bônus do iTunes |                           |         |  |
| N.º                    | Título                    | Duração |  |
| 12.                    | "Until the Night Is Over" | 6:10    |  |

| Músicas bônus do Japão |                                 |         |  |
| N.º                    | Título                          | Duração |  |
| 1.                     | "Graveyard Girl" (Yuksek Remix) | 5:13    |  |
| 2.                     | "Kim & Jessie" (datA Remix)     | 5:00    |  |
| 3.                     | "We Own the Sky" (Maps Remix)   | 5:09    |  |